# Masisa
Masisa est une entreprise chilienne fondée en 1920, et faisant partie de l'IPSA, le principal indice boursier de la bourse de Santiago du Chili. Son activité se concentre dans les métiers de la menuiserie (portes, volets, planche de bois).